# Somogyapáti
Somogyapáti ist eine ungarische Gemeinde im Kreis Szigetvár im Komitat Baranya.

## Geschichte
Somogyapáti wurde 1322 erstmals urkundlich erwähnt. Im Jahr 1913 gab es in der damaligen Kleingemeinde 74 Häuser und 529 Einwohner auf einer Fläche von 1765 Katastraljochen. Sie gehörte zu dieser Zeit zum Bezirk Szigetvár im Komitat Somogy.

## Sehenswürdigkeiten
- Römisch-katholische Kirche Szent László, 1777 im barocken Stil erbaut, später erweitert, der Turm wurde erst 1920 hinzugefügt
- Römisch-katholische Kapelle Szent Mihály, im Ortsteil Dióspuszta

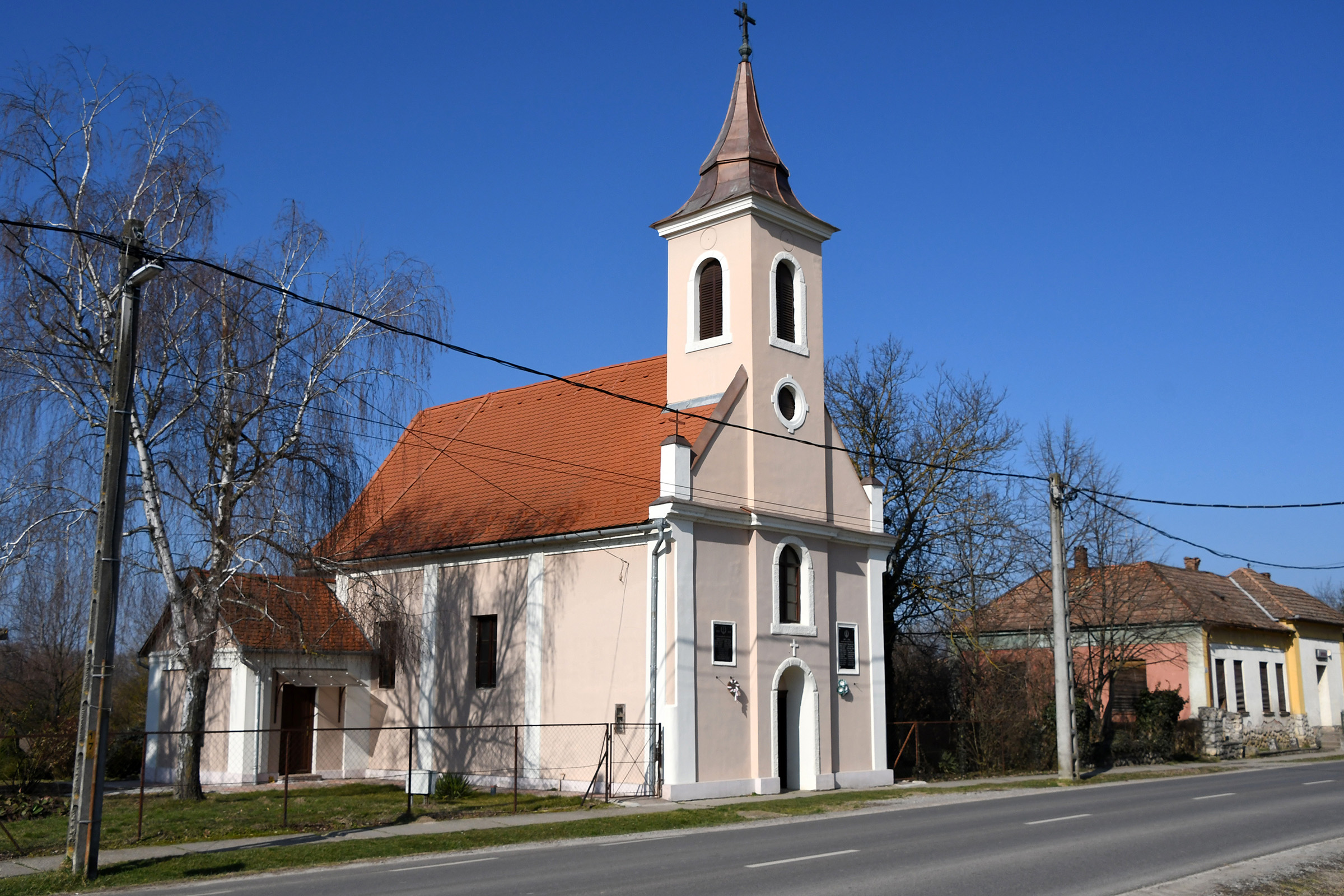
Römisch-katholische Kirche Szent László